# Благой Титянов
Благой Костадинов Титянов е български лекар невролог и виден общественик.
Той е дългогодишен главен лекар на районната болница в гр. Гоце Делчев, регионален председател и деятел на Българския червен кръст. Удостоен е със званието „Заслужил лекар“ на България.

## Биография
Благой Титянов е роден на 4 юни 1927 г. в град Гевгели, тогава в Кралството на сърби, хървати и словенци (Югославия), днес в Северна Македония. Произхожда от многодетно семейство на политемигранти. Син е на Костадин Титянов (1892 – 1975) от драмското село Кобалища и на Катерина Илиева (1903 – 1990). Има сестра Малвина (1931 – 2007) и 3-ма братя – Георги (1923 – 1998), Антон (1934 – 2007), Ангел (1938 – 1987).
През 1924 г. баща му бяга в Югославия след опит за убийството му от страна на михайловисти и попада в лагера за политически емигранти в Горни Милановац. Майка му и най-големият му брат Георги (на година и половина) са интернирани през 1925 г. в русенското село Вятово, а година по-късно под чуждо име и с югославски паспорт те пристигат в Югославия. Семейството се заселва в град Гевгели, където се ражда Благой.
През 1928 г. ръководството на ВМРО (обединена) изпраща баща му, владеещ турски език, в Турция, за да подпомага българските емигранти. До 1935 година Благой живее в Измир. През 1934 г. той е приет да учи безплатно във френския колеж „Сент Пюасери“ Буджа (сега квартал на Измир), където научава френски език. През 1935 г. турските власти експулсират цялото семейство в Югославия, което се връща в град Гевгели. Благой научава кирилица и сръбски език. През 1938 г. е приет в местната гимназия, която завършва с пълно отличие. След немската окупация на Югославия през 1941 г. семейството се преселва отново в Кобалища. Благой постъпва в ІV клас на Неврокопската гимназия, която завършва през 1946 г. Същата година е приет да учи медицина в София.

### Професионална кариера
Благой Титянов се дипломира като лекар през 1952 г. Постъпва на работа като ординатор във вътрешно отделение на околийската болница в град. Гоце Делчев. През 1953 г. е назначен за околийски лекар. Като ръководител на здравното заведение в околията той утвърждава безплатното здравеопазване, за 2 години довършва и пуска в експлоатация 3 участъкови болници в селата Сатовча, Хаджидимово и Обидим (село Места) и създава 12 родилни отделения (с по 2 – 3 легла) към селските участъци.
През 1958 г. Благой Титянов е назначен за главен лекар на общинската болница в град Гоце Делчев. Този пост заема 30 години до пенсионирането си през 1987 г. Като ръководител на здравното заведение той създава поликлиничната база, изгражда надстройка над главния корпус на болницата, увеличава легловия фонд от 200 на 320 легла, построява административна сграда, модерна зъболечебна лаборатория и кръвна банка. По негова инициатива се разширява и модернизира звеното за Бърза и неотложна медицинска помощ. Изгражда се кухненски блок, дезинфекционна камера и ремонтна работилница. Въвежда се машинно пране на бельото и се модернизира болничната апаратура. Здравната мрежа в селата се обезпечава с лекар или фелдшер.
Едно от значимите дела на д-р Титянов през 80-години на XX век е изграждането на Център за хемодиализа с 5 апарата за диализа. Болницата е оборудвана с модерна за времето си апаратура, лабораторна техника и пособия, което повишава качеството на медицинското обслужване в околията. През 1986 година започва строителството на нов болничен комплекс, който остава незавършен.
Като главен лекар на общинската болница д-р Титянов работи и като специалист невролог. Негов приоритет е квалификацията на лекарите и медицинските сестри. През своето управление той създава десетки висококвалифицирани медицински специалисти – ординатори, доценти и професори, ръководители на здравни заведения, заместник-министри и министри.

### Обществена и политическа дейност
След 9 септември 1944 г. Благой Титянов се включва в Работническия младежки съюз, става председател на Единния младежки общоученически съюз (ЕМОС), а по-късно – и член на централното ръководство на ЕМОС в София. През 1946 г. като студент членува в Общия студентски народен съюз, Съюза на народната младеж (СНМ) (като член и председател), участва в 4 национални бригади – една в Пиринска Бистрица (1947) и три в Димитровград.
Има съществен принос за развитието на Българския червен кръст (БЧК) в региона, където членува от ученик в ІV клас на Неврокопската гимназия (град Гоце Делчев). През периода 1953 – 1959 година той е избран за председател на Околийския съвет на БЧК, а след закриване на околиите до пенсионирането си през 1987 г. е многократно преизбиран за председател на Общинския съвет на БЧК.
Политическата му дейност е свързана с членството му в БКП (БСП). Близо 22 години е бил член на бюрото на ГК на БКП в град Гоце Делчев. Остава в редиците на БСП до смъртта си. Умира на 28 март 2017 година в София.

### Отличия и награди
Д-р Титянов е награждаван многократно с различни трудови отличия – значка „Ударник“, „Отличник на МНЗСГ“, „Народен орден на труда – златен“, орден „Червено знаме на труда“. През 1982 г. му присъждат званието „Заслужил лекар“, а при пенсионирането му е награден с орден „НР България“.
Като деятел на БЧК е награждаван с десетки грамоти – „Отличник на БЧК“, „Заслужил деятел на БЧК“ и „Медал за заслуги към БЧК – златен“ (2006).
Като ловен деятел, дългогодишен председател и зам.-председател на ЛРС „Сокол“ в град Гоце Делчев му е присъдено званието „Заслужил деятел на БЛРС“ и му е връчен „Възпоменателен вимтал“ за особени заслуги към БЛРС. Притежава различни награди за участник в ловна спортно-състезателната дейност. Има медали и отличия като деятел на „Гражданска отбрана“ и други.

### Семейство
Благой Титянов сключва брак през 1955 година с Мария Титянова (р. 1933), с която имат две деца – син Константин (р. 1956) и дъщеря Екатерина (р. 1958).
Съпругата му е виден общественик на град Гоце Делчев, дългогодишен член на Управителния съвет на Научно-техническите съюзи в България и техен почетен член, председател и секретар на градската организация.
Синът им е икономист със собствен бизнес, а дъщеря им – професор по неврология, доктор на медицинските науки, академик на Българската академия на науките и изкуствата и академик на Сръбската кралска академия.

## Издания
Голямото хоби на д-р Благой Титянов са ловът и риболовът. В края на живота си той издава книгата „Ловни случки и преживелици“

## Родословие
|                              |                              |                              |                              |                              |                              |  |  |                              |                              |                              |                              | Ангел Титянов                    |                                  |                                  |                                  |                                  |                                  |                                |                                |                                |                                |  |  |                                |                                |                                |                                |                                |                                |  |  |                             |                             |                             |                             |                             |                             |  |  |                              |                              |                              |                              |                              |                              |  |  |  |  |  |  |  |  |  |  |  |  |  |  |  |  |  |  |
|                              |                              |                              |                              |                              |                              |  |  |                              |                              |                              |                              |                                  |                                  |                                  |                                  |                                  |                                  |                                |                                |                                |                                |  |  |                                |                                |                                |                                |                                |                                |  |  |                             |                             |                             |                             |                             |                             |  |  |                              |                              |                              |                              |                              |                              |  |  |  |  |  |  |  |  |  |  |  |  |  |  |  |  |  |  |
|                              |                              |                              |                              |                              |                              |  |  |                              |                              |                              |                              |                                  |                                  |                                  |                                  |                                  |                                  |                                |                                |                                |                                |  |  |                                |                                |                                |                                |                                |                                |  |  |                             |                             |                             |                             |                             |                             |  |  |                              |                              |                              |                              |                              |                              |  |  |  |  |  |  |  |  |  |  |  |  |  |  |  |  |  |  |
|                              |                              |                              |                              |                              |                              |  |  | Георги Титянов (1884 – 1913) | Георги Титянов (1884 – 1913) | Георги Титянов (1884 – 1913) | Георги Титянов (1884 – 1913) | Георги Титянов (1884 – 1913)     | Георги Титянов (1884 – 1913)     |                                  |                                  | Костадин Титянов (1892 – 1975)   | Костадин Титянов (1892 – 1975)   | Костадин Титянов (1892 – 1975) | Костадин Титянов (1892 – 1975) | Костадин Титянов (1892 – 1975) | Костадин Титянов (1892 – 1975) |  |  | Катерина Илиева (1903 – 1990)  | Катерина Илиева (1903 – 1990)  | Катерина Илиева (1903 – 1990)  | Катерина Илиева (1903 – 1990)  | Катерина Илиева (1903 – 1990)  | Катерина Илиева (1903 – 1990)  |  |  |                             |                             |                             |                             |                             |                             |  |  |                              |                              |                              |                              |                              |                              |  |  |  |  |  |  |  |  |  |  |  |  |  |  |  |  |  |  |
|                              |                              |                              |                              |                              |                              |  |  | Георги Титянов (1884 – 1913) | Георги Титянов (1884 – 1913) | Георги Титянов (1884 – 1913) | Георги Титянов (1884 – 1913) | Георги Титянов (1884 – 1913)     | Георги Титянов (1884 – 1913)     |                                  |                                  | Костадин Титянов (1892 – 1975)   | Костадин Титянов (1892 – 1975)   | Костадин Титянов (1892 – 1975) | Костадин Титянов (1892 – 1975) | Костадин Титянов (1892 – 1975) | Костадин Титянов (1892 – 1975) |  |  | Катерина Илиева (1903 – 1990)  | Катерина Илиева (1903 – 1990)  | Катерина Илиева (1903 – 1990)  | Катерина Илиева (1903 – 1990)  | Катерина Илиева (1903 – 1990)  | Катерина Илиева (1903 – 1990)  |  |  |                             |                             |                             |                             |                             |                             |  |  |                              |                              |                              |                              |                              |                              |  |  |  |  |  |  |  |  |  |  |  |  |  |  |  |  |  |  |
|                              |                              |                              |                              |                              |                              |  |  |                              |                              |                              |                              |                                  |                                  |                                  |                                  |                                  |                                  |                                |                                |                                |                                |  |  |                                |                                |                                |                                |                                |                                |  |  |                             |                             |                             |                             |                             |                             |  |  |                              |                              |                              |                              |                              |                              |  |  |  |  |  |  |  |  |  |  |  |  |  |  |  |  |  |  |
|                              |                              |                              |                              |                              |                              |  |  |                              |                              |                              |                              |                                  |                                  |                                  |                                  |                                  |                                  |                                |                                |                                |                                |  |  |                                |                                |                                |                                |                                |                                |  |  |                             |                             |                             |                             |                             |                             |  |  |                              |                              |                              |                              |                              |                              |  |  |  |  |  |  |  |  |  |  |  |  |  |  |  |  |  |  |
| Георги Титянов (1923 – 1998) | Георги Титянов (1923 – 1998) | Георги Титянов (1923 – 1998) | Георги Титянов (1923 – 1998) | Георги Титянов (1923 – 1998) | Георги Титянов (1923 – 1998) |  |  | Благой Титянов (1927 – 2017) | Благой Титянов (1927 – 2017) | Благой Титянов (1927 – 2017) | Благой Титянов (1927 – 2017) | Благой Титянов (1927 – 2017)     | Благой Титянов (1927 – 2017)     |                                  |                                  | Мария Шакина (р. 1933)           | Мария Шакина (р. 1933)           | Мария Шакина (р. 1933)         | Мария Шакина (р. 1933)         | Мария Шакина (р. 1933)         | Мария Шакина (р. 1933)         |  |  | Малвина Титянова (1931 – 2007) | Малвина Титянова (1931 – 2007) | Малвина Титянова (1931 – 2007) | Малвина Титянова (1931 – 2007) | Малвина Титянова (1931 – 2007) | Малвина Титянова (1931 – 2007) |  |  | Антон Титянов (1934 – 2007) | Антон Титянов (1934 – 2007) | Антон Титянов (1934 – 2007) | Антон Титянов (1934 – 2007) | Антон Титянов (1934 – 2007) | Антон Титянов (1934 – 2007) |  |  | Ангел Титянов (1938 – 1987)  | Ангел Титянов (1938 – 1987)  | Ангел Титянов (1938 – 1987)  | Ангел Титянов (1938 – 1987)  | Ангел Титянов (1938 – 1987)  | Ангел Титянов (1938 – 1987)  |  |  |  |  |  |  |  |  |  |  |  |  |  |  |  |  |  |  |
| Георги Титянов (1923 – 1998) | Георги Титянов (1923 – 1998) | Георги Титянов (1923 – 1998) | Георги Титянов (1923 – 1998) | Георги Титянов (1923 – 1998) | Георги Титянов (1923 – 1998) |  |  | Благой Титянов (1927 – 2017) | Благой Титянов (1927 – 2017) | Благой Титянов (1927 – 2017) | Благой Титянов (1927 – 2017) | Благой Титянов (1927 – 2017)     | Благой Титянов (1927 – 2017)     |                                  |                                  | Мария Шакина (р. 1933)           | Мария Шакина (р. 1933)           | Мария Шакина (р. 1933)         | Мария Шакина (р. 1933)         | Мария Шакина (р. 1933)         | Мария Шакина (р. 1933)         |  |  | Малвина Титянова (1931 – 2007) | Малвина Титянова (1931 – 2007) | Малвина Титянова (1931 – 2007) | Малвина Титянова (1931 – 2007) | Малвина Титянова (1931 – 2007) | Малвина Титянова (1931 – 2007) |  |  | Антон Титянов (1934 – 2007) | Антон Титянов (1934 – 2007) | Антон Титянов (1934 – 2007) | Антон Титянов (1934 – 2007) | Антон Титянов (1934 – 2007) | Антон Титянов (1934 – 2007) |  |  | Ангел Титянов (1938 – 1987)  | Ангел Титянов (1938 – 1987)  | Ангел Титянов (1938 – 1987)  | Ангел Титянов (1938 – 1987)  | Ангел Титянов (1938 – 1987)  | Ангел Титянов (1938 – 1987)  |  |  |  |  |  |  |  |  |  |  |  |  |  |  |  |  |  |  |
|                              |                              |                              |                              |                              |                              |  |  |                              |                              |                              |                              |                                  |                                  |                                  |                                  |                                  |                                  |                                |                                |                                |                                |  |  |                                |                                |                                |                                |                                |                                |  |  |                             |                             |                             |                             |                             |                             |  |  |                              |                              |                              |                              |                              |                              |  |  |  |  |  |  |  |  |  |  |  |  |  |  |  |  |  |  |
|                              |                              |                              |                              |                              |                              |  |  |                              |                              |                              |                              | Екатерина Титянова (1958 – 2022) | Екатерина Титянова (1958 – 2022) | Екатерина Титянова (1958 – 2022) | Екатерина Титянова (1958 – 2022) | Екатерина Титянова (1958 – 2022) | Екатерина Титянова (1958 – 2022) |                                |                                |                                |                                |  |  |                                |                                |                                |                                |                                |                                |  |  |                             |                             |                             |                             |                             |                             |  |  | Константин Титянов (р. 1962) | Константин Титянов (р. 1962) | Константин Титянов (р. 1962) | Константин Титянов (р. 1962) | Константин Титянов (р. 1962) | Константин Титянов (р. 1962) |  |  |  |  |  |  |  |  |  |  |  |  |  |  |  |  |  |  |